# Lafayette (Kalifornija)
Lafayette je grad u američkoj saveznoj državi Kalifornija. Prema popisu stanovništva iz 2010. u njemu je živjelo 23.893 stanovnika.